# 오귀스트 샤프들랭
오귀스트 샤프들랭(프랑스어: Auguste Chapdelaine, 1814년 1월 6일~1856년 2월 29일)는 프랑스 파리 외방전교회의 중국 교구신부, 선교사이다. 중국식 이름은 마뢰(馬賴)이다.

## 생애
프랑스 라로셸노르망디의 한 농촌에서 태어났다. 쿠탕스(Coutances)에 있는 신학교를 졸업하고 1852년 4월 중국 광시에서 가톨릭 선교사로 파견되었다.
당시 청나라에서 태평천국의 난은 기독교인들이 반란세력이라고 여기는 의심을 불러 일으켰고 외국인들은 청나라로 들어오는 것이 금지되었다. 1856년 2월 25일에 광시에서 체포되었고, 4일 후에 사형당했다.
1900년 5월 27일, 교황 레오 13세에 의해 순교자로 시복되었고, 2000년 10월 1일에는 교황 요한 바오로 2세에 의해 성자로 추대되었다.